# Heleophryne
Heleophryne es un género de anfibios anuros de la familia Heleophrynidae endémicos de Sudáfrica. 

## Especies
Se reconocen 6 especies según ASW:
- Heleophryne depressa FitzSimons, 1946
- Heleophryne hewitti Boycott, 1988.
- Heleophryne orientalis FitzSimons, 1946.
- Heleophryne purcelli Sclater, 1898.
- Heleophryne regis Hewitt, 1910.
- Heleophryne rosei Hewitt, 1925.